# Prisăceaua, Mehedinți
Prisăceaua este un sat în comuna Oprișor din județul Mehedinți, Oltenia, România.

## Personalități locale
- Geo Saizescu (1932-2013) regizor, scenarist și actor român de film.